# AB4ü Bay 02
Der AB4ü Bay 02 war ein Drehgestell-Durchgangswagen mit Seitengang, der mit der Blatt-Nr. 79 für die  K.Bay.Sts.B. zum Einsatz im Schnellzugverkehr gebaut wurde. Die Wagen hatten zwei Abteile der 1. Klasse und vier Abteile der 2. Klasse. Die Wagen waren für den Übergang nach Frankreich mit zusätzlichen Signalhaltern ausgestattet.

## Konstruktive Merkmale

### Untergestell
Der Grundrahmen des mit dem Wagenkasten verbundenen Untergestells war komplett aus Holz aufgebaut, welches teilweise – z. B. für die äußeren Längsträger – mit aufgeschraubten Winkeleisen verstärkt wurde. Für die Querträger wurden ebenfalls hölzerne Profile verwendet. Man versprach sich durch diese Bauweise für hochwertige Wagen einen ruhigeren Lauf. Die hölzernen Querträger zur Aufnahme der Drehschemelpfannen wurden ebenfalls mit Winkeleisen armiert. Zur Unterstützung der äußeren Längsträger wurde wegen des großen Radstandes auf beiden Seiten ein Sprengwerk mit nachstellbaren Zugstangen angebaut. Die Pufferbohlen waren komplett aus Walzprofilen aufgebaut. Als Zugeinrichtung hatten die Wagen Schraubenkupplungen mit Sicherheitshaken nach VDEV, die Zugstange war durchgehend und mittig gefedert. Als Stoßeinrichtung besaßen die Wagen Stangenpuffer mit einer Einbaulänge von 650 mm, die Pufferteller hatten einen Durchmesser von 370 mm.

### Laufwerk
Die Wagen hatten Drehgestelle bayerischer Bauart mit kurzem Radstand von 2.500 mm mit aus Blechen und Winkeln genietetem Rahmen. Gelagert waren die Achsen in Gleitachslagern. Die Räder hatten Speichenradkörper der bayerischen Form 39 mit einem Raddurchmesser von 1.014 mm.
Wegen des großen Drehgestellabstands wurde das Untergestell durch ein räumliches Sprengwerk in der Ebene der äußeren Längsträger unterstützt. Das Sprengwerk war mit Stangen ausgeführt und nachstellbar.
Bremse: Handbremse im geschlossenen Übergang an einem Wagenende. Die Wagen waren mit Druckluftbremsen des Typs  Westinghouse ausgestattet.

### Wagenkasten
Das Wagenkastengerippe bestand aus einem hölzernen Ständerwerk. Es war außen mit Blech und innen mit Holz verkleidet. Die Seitenwände waren glatt und bis über die äußeren Längsträger heruntergezogen. Die Wagen besaßen ein Tonnendach der süddeutschen Bauart ohne Oberlichtaufbau.
Der Innenraum hatte insgesamt sechs Abteile mit gepolsterten Sitzen. Die Abteile waren mit Schiebetüren zum Seitengang hin abgeschlossen. Alle Sitzplätze der 1. Klasse konnten in Schlaflager umgewandelt werden, eine Ausnahme bildete der Wagen 1356. An beiden Wagenenden befanden sich Aborte, die mit Waschgelegenheiten kombiniert waren. Die Abteilbreite betrug bei der ersten Klasse 2.080 mm und bei der 2. Klasse 1.960 mm. Die Breite der Vorräume an den Einstiegen betrug je 1.375 mm.
Zur Beheizung verfügten die Wagen über eine Dampfheizung.
Die Belüftung erfolgte über Dachlüfter bzw. über die versenkbaren Fenster.
Die Beleuchtung erfolgte durch Gaslampen. Ein großer Vorratsbehälter hing in Wagenlängsrichtung am Rahmen. Ab den 1930er Jahren erfolgte eine Umrüstung auf elektrische Beleuchtung.

## Bemerkung
Für einen Wagen erfolgte 1930 der Umbau zum AB4ü Bay 02/30. Mit dem Umbau erfolgte eine Änderungen der Toiletteneinrichtungen und die Seitenwände der Abteilseiten wurden erneuert. Dabei wurden die bisherigen Doppelfenster je Abteil durch größere Einfachfenster ersetzt.

## Skizzen, Musterblätter, Fotos

Ansicht zu Blatt 79 aus dem WV von 1913

## Wagennummern
| 1902 | MAN       |  | 1353 |  | 21 086 Mü | 13 188 Mü |           | xx/193x | München | 4 | HE, E |  | Pl; Wsbr; | Ggl | D | 2 | 8 | 24 (32) |  |  | FR |  |
| 1902 | MAN       |  | 1354 |  | 21 087 Mü | 13 189 Mü | 13 189 Mü | 1945?   | München | 4 | HE, E |  | Pl; Wsbr; | Ggl | D | 2 | 8 | 24 (32) |  |  | FR |  |
| 1902 | MAN       |  | 1355 |  | 21 088 Mü | 13 190 Mü |           | xx/193x | München | 4 | HE, E |  | Pl; Wsbr; | Ggl | D | 2 | 8 | 24 (32) |  |  | FR |  |
| 1902 | Rathgeber |  | 1356 |  | 21 089 Mü | 13 191 Mü |           | xx/193x | München | 4 | HE, E |  | Pl; Wsbr; | Ggl | D | 2 | 8 | 24 (32) |  |  | FR |  |
| 1902 | Rathgeber |  | 1357 |  | 21 090 Mü | 13 192 Mü |           | xx/193x | München | 4 | HE, E |  | Pl; Wsbr; | Ggl | D | 2 | 8 | 24 (32) |  |  | FR |  |